# جریزینیانو دی تزوکو
جریزینیانو دی تزوکو (به ایتالیایی: Grisignano di Zocco) یک کومونه در ایتالیا است که در استان ویچنزا واقع شده‌است.

## خصوصیات
جریزینیانو دی تزوکو ۱۷٫۰۲ کیلومترمربع مساحت و ۴٬۳۰۵ نفر جمعیت دارد و ۲۳ متر بالاتر از سطح دریا واقع شده‌است.